# 東京慈恵会医科大学葛飾医療センター
東京慈恵会医科大学葛飾医療センター （とうきょうじけいかいいかだいがくかつしかいりょうセンター）は、東京都葛飾区青戸6-41-2にある東京慈恵会医科大学の附属病院である。略称は、慈恵医大葛飾医療センター。2012年1月に新病棟完成を機に東京慈恵会医科大学附属青戸病院から名称が変更された。病院の基本理念は、「『病気を診ずして、病人を診よ』の教えに基づき、質の高い医療を実践し、医療人を育成することにより、社会に貢献し、患者さんや家族から信頼される病院をめざす」。

## 歴史

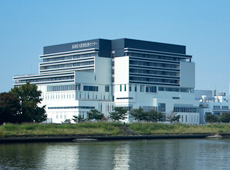
病院外観

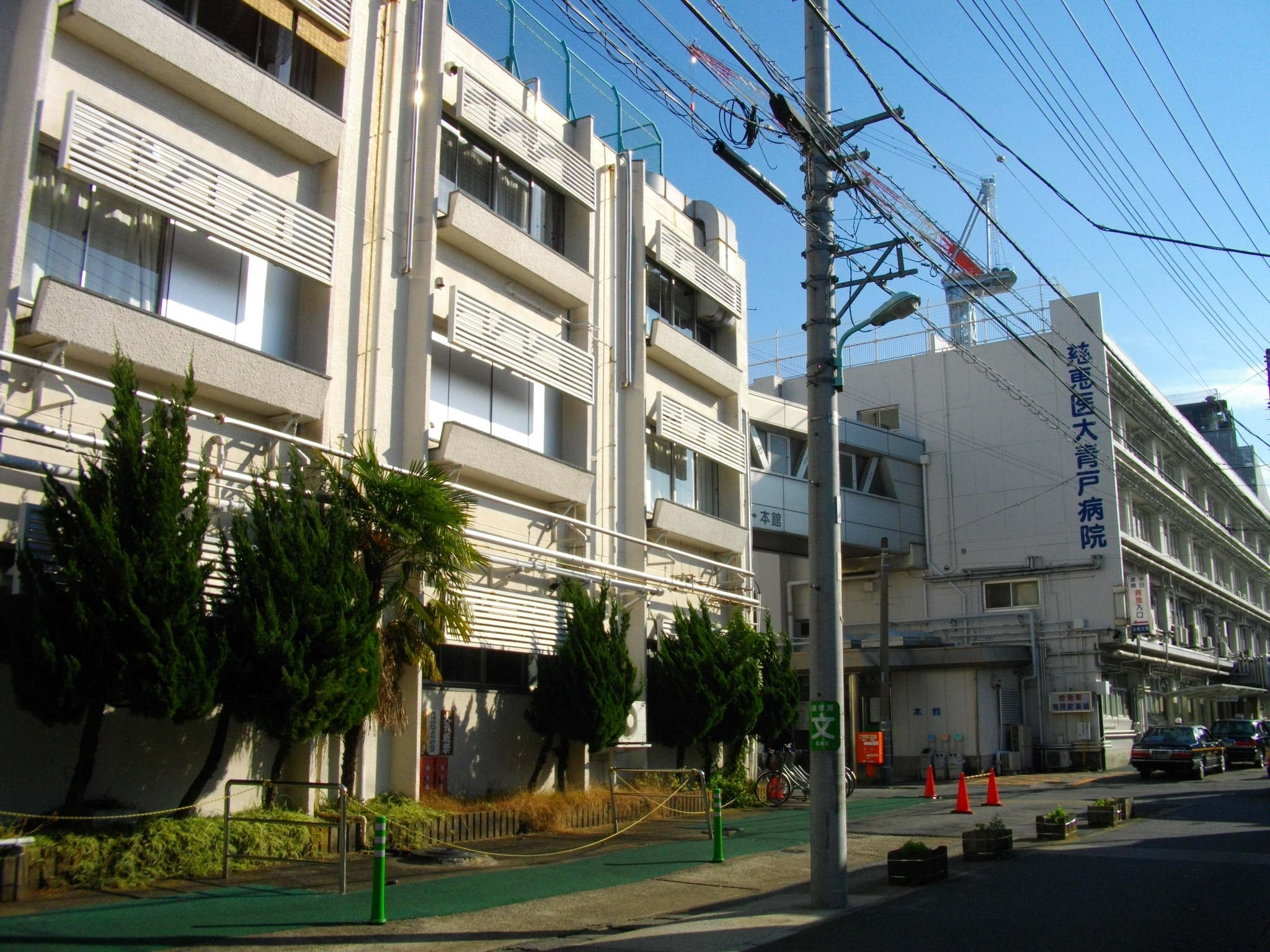
東京慈恵会医科大学附属青戸病院時代の建物

- 1938年3月　大島貫一が、結核の入院治療を目的とする大島病院中川診療所を開院。
- 1943年10月　東京慈恵会医科大学の附属病院となり、東京慈恵会医科大学附属中川堤診療所と改称。
- 1946年7月　総合病院化を行い、東京慈恵会医科大学附属東京病院分院青砥病院と改称。
- 1946年10月19日　東京慈恵会医科大学附属東京病院分院青砥病院「開院式」挙行。
- 1963年12月　東京慈恵会医科大学附属病院青戸分院と改称。
- 1986年4月　東京慈恵会医科大学附属青戸病院と改称。
- 2002年11月　慈恵医大青戸病院事件発生。
- 2012年1月　新病棟完成。東京慈恵会医科大学葛飾医療センターと改称。

## 診療科
- 内科
  - 総合診療部
  - 消化器・肝臓内科
  - 脳神経内科
  - 腎臓・高血圧内科
  - 循環器内科
  - 糖尿病・代謝・内分泌内科
  - 呼吸器内科
- 小児科
- 皮膚科
- 精神神経科
- 外科
- 整形外科
- 形成外科
- 脳神経外科
- 産婦人科
- 泌尿器科
- 眼科
- 耳鼻咽喉・頭頸部外科
- リハビリテーション科

## 医療機関の指定等
- 保険医療機関
- 救急告示医療機関
- 休日・全夜間診療事業実施医療機関（内科系、小児科、外科系）
- 労災保険指定医療機関
- 指定自立支援医療機関（更生医療・育成医療・精神通院医療）
- 身体障害者福祉法指定医の配置されている医療機関
- 精神保健指定医の配置されている医療機関
- 生活保護法指定医療機関
- 結核指定医療機関
- 戦傷病者特別援護法指定医療機関
- 原子爆弾被害者一般疾病医療取扱医療機関
- 公害医療機関
- 母体保護法指定医の配置されている医療機関
- 東京都災害拠点病院
- 東京都エイズ診療拠点病院
- 東京都難病医療協力病院
- 東京都感染症診療協力医療機関
- 臨床研修指定病院
- DPC対象病院
- 公益財団法人日本医療機能評価機構認定施設

## その他
- 東京慈恵会医科大学の創設者である高木兼寛は、「脚気」の予防策として白米に麦を混合する「麦ごはん」を考案したことで知られる。入院をすると週1回程度「麦ごはん」が出される。

## 交通アクセス
- 京成本線・京成押上線青砥駅より徒歩10分。または、同駅より京成バス慈恵医大葛飾医療センター行きで慈恵医大葛飾医療センター下車。※日曜・祝日・大学記念日（5月1日・10月15日）、年末年始は運休。
- JR東日本常磐線亀有駅より京成タウンバス新小岩駅行きで10分、慈恵葛飾医療センター入口下車。